# Rubus ferdinandimuelleri
Rubus ferdinandimuelleri är en rosväxtart som beskrevs av Wilhelm Olbers Focke. Rubus ferdinandimuelleri ingår i släktet rubusar, och familjen rosväxter. Inga underarter finns listade i Catalogue of Life.